# 1792 год в музыке

## 1792 год в музыке

### Важные события
- 8 сентября — немецкий композитор Людвиг ван Бетховен впервые приезжает в Вену, где берёт уроки у Йозефа Гайдна.
- 25 апреля — премьера революционного гимна «Марсельеза», написанного Клодом Жозефом Руже де Лилем, который вскоре становится национальным символом Франции.
- Антонио Сальери завершает работу над оперой «Palmira, regina di Persia».
- Джованни Паизиелло пишет оперу «Нина, или Сумасшедшая от любви».
- Итальянский композитор Доменико Чимароза завершает работу над оперой «Женитьба тайком» (итал. Il matrimonio segreto), премьера которой состоится в следующем году.
- Начало распространения революционных песен, вдохновлённых событиями Французской революции.

### Оперы
- Луиджи Керубини — «Lodoïska».
- Доменико Чимароза — «Il matrimonio segreto» (завершена, но поставлена в 1793 году).
- Антонио Сальери — «Palmira, regina di Persia».
- Джованни Паизиелло — «Nina, o sia la pazza per amore».

### Новые музыкальные произведения
- Йозеф Гайдн — Симфонии № 95 и № 96 «Чудо».
- Людвиг ван Бетховен — фортепианная соната № 19 соль минор.
- Муцио Клементи — Сонаты для фортепиано Op. 25.

### Родились
- 5 февраля — Каролина Бёмер-Шмидлер (ум. 1857), немецкая пианистка и композитор.
- 5 марта — Луиджи Рози (ум. 1855), итальянский композитор и дирижёр.
- 12 апреля — Иоганн Фридрих Хильденхаген (ум. 1855), немецкий органист и композитор.
- 10 августа — Фридрих Калькбреннер (ум. 1849), немецкий пианист, композитор и музыкальный педагог.
- 3 октября — Анджело Мария Бенинказа (ум. 1860), итальянский композитор и капельмейстер.

### Скончались
- 6 апреля — Пьетро Нардини (род. 1722), итальянский скрипач и композитор.
- 5 октября — Филипп Якоб Райттер (род. 1717), австрийский композитор.
- 28 декабря — Франц Игнац Бек (род. 1734), немецкий композитор и скрипач.

## Галерея

Известные события и личности 1792 года в музыке
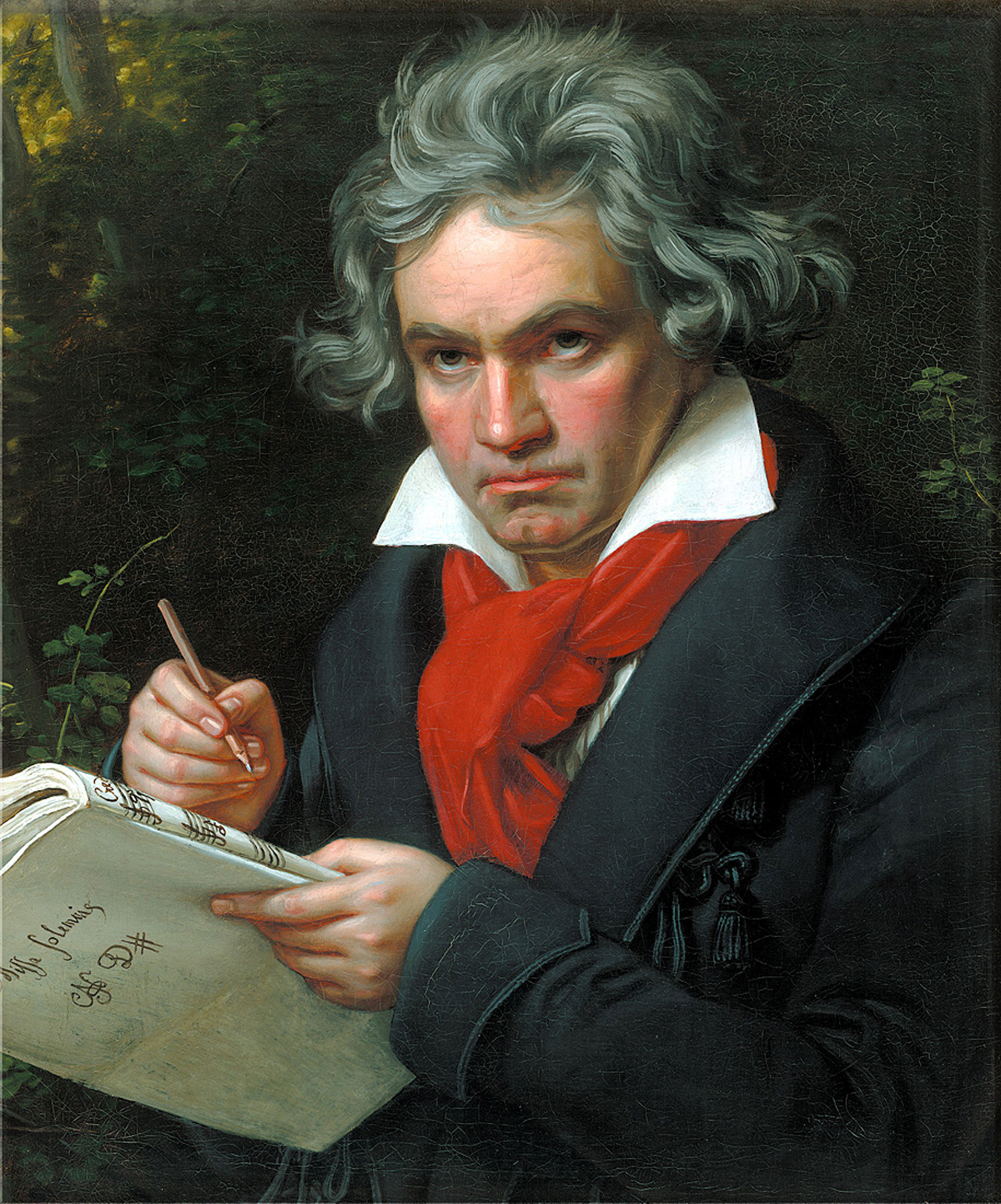
Людвиг ван Бетховен, прибывший в Вену в 1792 году.
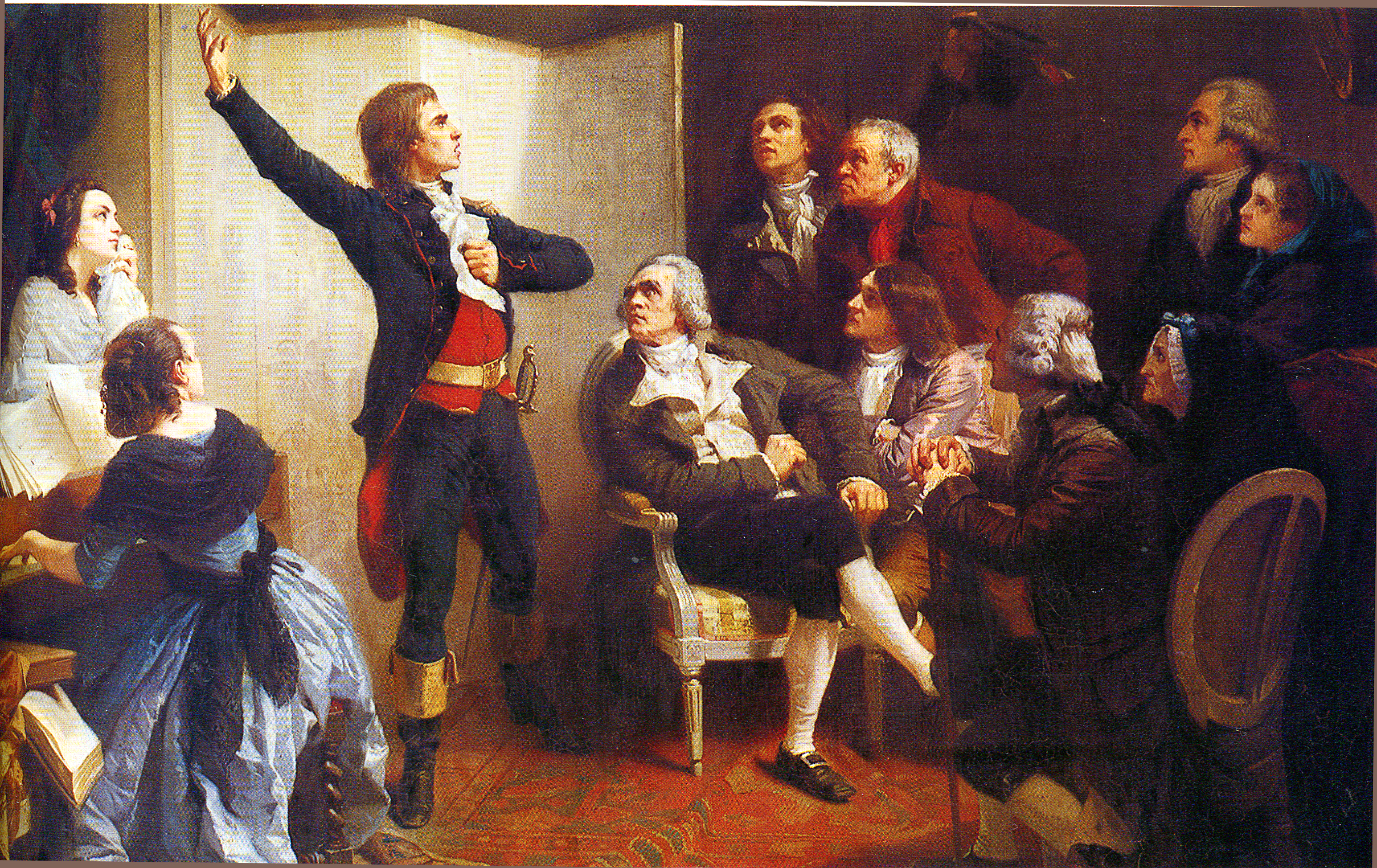
Исполнение «Марсельезы» во Франции.
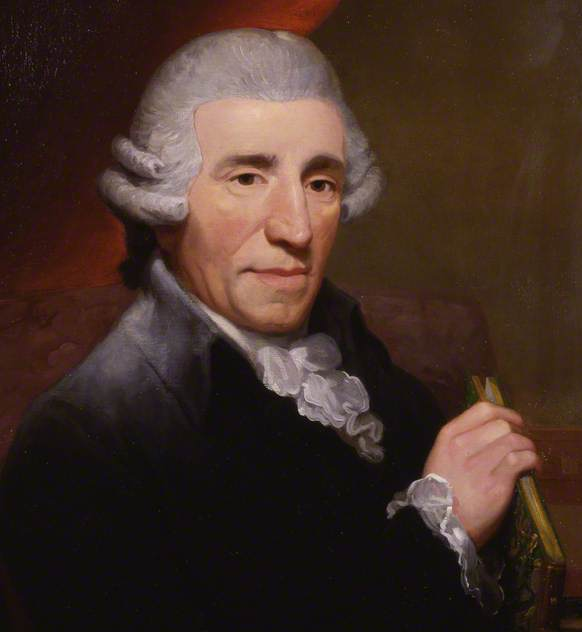
Йозеф Гайдн, автор симфонии «Чудо».

## События
- 13 апреля — немецкий и шведский композитор Йозеф Мартин Краус на похоронах Густава III впервые исполнил Symphonie funèbre
- 16 мая — в Венеции открыт оперный театр Ла Фениче премьерой оперы Паизиелло «Агригентские игры».

## Классическая музыка
- Людвиг ван Бетховен,
  - Соната для фортепиано № 1
  - «An Laura», для голоса и фортепиано, WoO 112
  - «An Minna», для голоса и фортепиано, WoO 115
  - Октет ми-бемоль мажор , Op. 103
  - Шесть вариаций на тему швейцарской песни для фортепиано или арфы, WoO 64
  - Вариации на оригинальную тему в E♭ мажор для скрипки, виолончели и фортепиано, Op. 44
- Йозеф Гайдн
  - Симфония № 94
  - Симфония № 97
  - Симфония № 98
- Иоганн Непомук Гуммель
  - Трио для фортепиано, скрипки и виолончели, № 1
- Йозеф Мартин Краус
  - похоронная музыка Symphonie funèbre
  - Реквием, последнее, незавершённое произведение композитора Вольфганга Амадея Моцарта, над которым он работал вплоть до самой смерти, — траурная заупокойная месса, написанная на канонический латинский текст (1791—1792).

## Популярная музыка
- 26 апреля — французский поэт и композитор, автор слов и музыки Клод Жозеф Руже де Лиль впервые исполнил гимн Франции «Марсельеза».

## Опера
- 7 февраля — впервые исполнена опера Доменико Чимароза «Тайный брак» (итал. Il matrimonio segreto) на либретто Джованни Бертати[англ.], созданная на основе одноимённой пьесы Джорджа Колмана и Дэвида Гаррика.
- Джузеппе Фаринелли сочинил дуэт «Нет, не верю тому, что сказано» (итал. No, non credo a quel che dite), вошедший в оперу Доменико Чимароза «Тайный брак» (итал. Il matrimonio segreto).
- Этьенн Мегюль сочинил оперу «Stratonice».

## Родились
- 29 февраля — Россини, Джоаккино, выдающийся итальянский композитор, автор 39 опер, духовной и камерной музыки (умер 13 ноября 1868).
- 5 мая — Карл Генрих Цёлльнер, немецкий пианист, органист и композитор (умер 1836).
- 13 октября — Гауптман, Мориц, немецкий музыковед, композитор, музыкальный педагог (умер 3 января 1868).
- Каркасси, Маттео, итальянский классический гитарист и композитор (умер 16 января 1853).

## Скончались
- 28 июня — Линли, Элизабет Энн, певица (родилась 7 сентября 1754).
- 30 июня — Розетти, Антонио, немецкий композитор и контрабасист чешского происхождения (родился около 1750 г.).
- 1 декабря — Вольф, Эрнст Вильгельм, немецкий композитор, музыкант, теоретик музыки, концертмейстер (родился 25 февраля 1735).
- 15 декабря — Краус, Йозеф Мартин, немецкий и шведский композитор (родился 20 июня 1756).
- 18 декабря — Бетховен, Иоганн ван , немецкий музыкант, педагог, певец, отец композитора Людвига ван Бетховена (родился в 1739 или 1740 г.).